# 얼굴 없는 미녀
《얼굴없는 미녀》는 2004년에 개봉한 대한민국의 스릴러 영화이다.

## 캐스팅
- 김혜수 : 지수 역
- 김태우 : 석원 역
- 윤찬 : 민석 역
- 한정수 : 장서 역
- 김난휘 : 희선 역
- 김영애 : 해영 역
- 박준명 : 윤수 역
- 조동혁 : 파란머리 역
- 서윤아 : 수연 역
- 임지훈 : 형기 역
- 도용구 : 수연부 역
- 진명선 : 수연모 역
- 정인기 : 민석팀장 역
- 이창 : 민석동료 역
- 노승진 : 지수선배 역
- 조운 : 트레이너 역
- 최유민 : 마트종업원 역
- 노혜인 : 쌍둥이자매 역
- 노혜은 : 쌍둥이자매 역
- 박종무 : 장서동료 역
- 한재혁 : 장서동료 역
- 최창일 : 장서동료 역
- 오승조 : 장서동료 역
- 구미옥 : 대학병원 간호사 역
- 양지선 : 클리닉 간호사 역
- 채은석 : 클리닉 환자1 역
- 이미연 : 클리닉 환자2 역
- 김무령 : 클리닉 환자3 역
- 김추월 : 클리닉 파출부 역
- 정인성 : 수술팀 의사 역
- 윤희현 : 웨이터 역
- 박보연 : 락바종업원 역
- 소익수 : 서포터1 역
- 안성현 : 서포터2 역
- 곽경묵 : 파란머리 밴드 역
- 이철혁 : 파란머리 밴드 역
- 조경환 : 파란머리 밴드 역
- 이사비 (특별출연)

## 수상
- 2004년 제12회 춘사영화상
  - 여우주연상 - 김혜수
  - 미술상 - 윤주훈
  - 음악상 - 장영규
- 2005년 제41회 백상예술대상
  - 영화부문 여자최우수연기상 - 김혜수
- 2005년 제42회 대종상
  - 여우주연상 - 김혜수
  - 조명상 - 임재영